# Unión de Albania y Kosovo

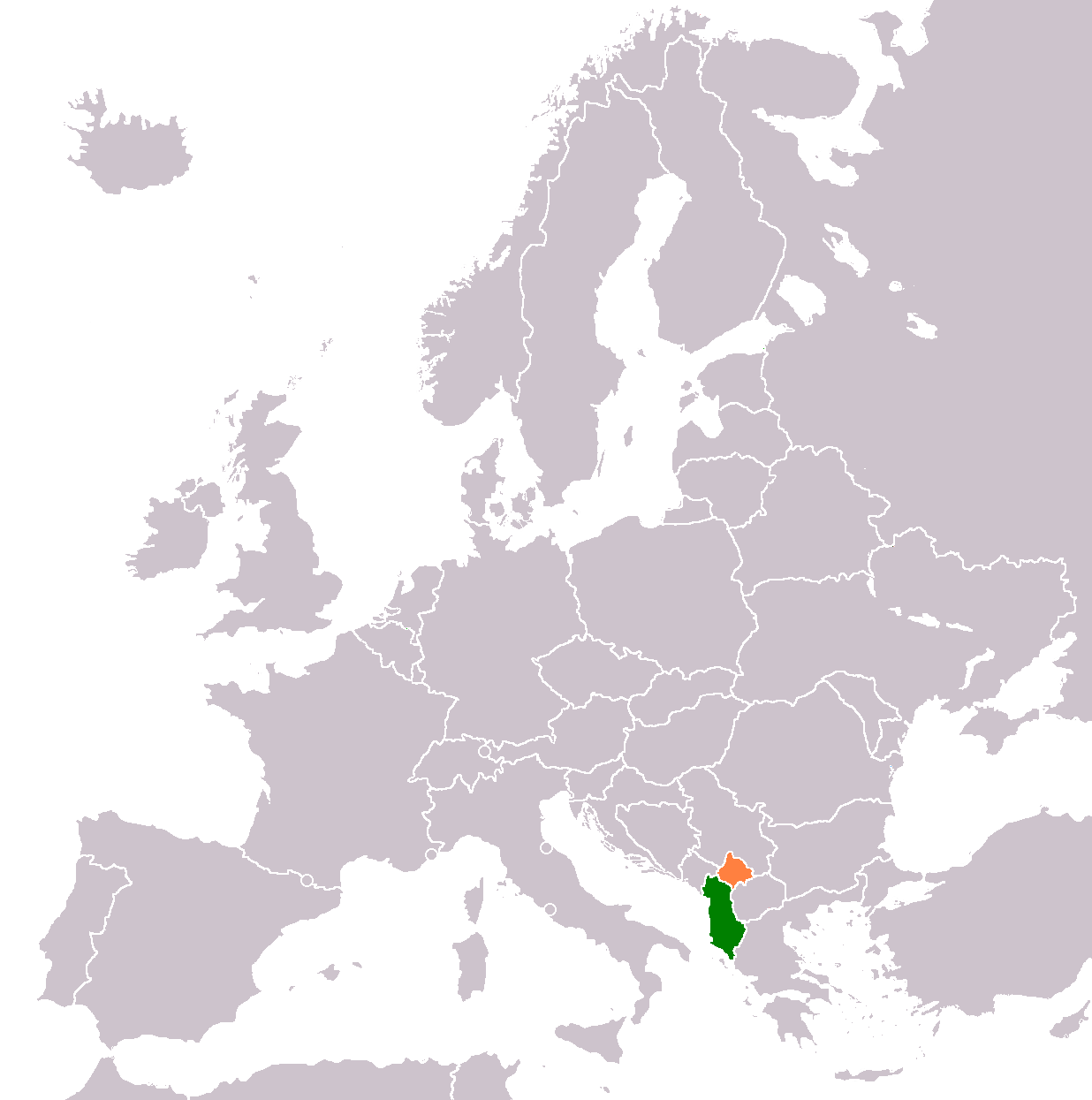
Hipotética unión de Albania (verde) y Kosovo (naranja).

La Unión de Albania y Kosovo es un concepto político nacido sobre el ideario de la Gran Albania, sin embargo dejando atrás el concepto irredentista del panalbanismo, será tras la guerra de los Balcanes cuando se empiece a marcar el objetivo de la integración de la provincia serbia de Kosovo en Albania, por ser un territorio cuya población mayoritaria es de origen, cultura y lengua albanesa con la excepción del norte de la provincia que es de origen serbio. Si bien Kosovo es un estado parcialmente reconocido por la comunidad internacional, hay países como China y Rusia entre otros que contemplan aún a Kosovo como parte de Serbia. En los últimos tiempos, pese a la oposición de parte de la Unión Europea y de algunos dirigentes de otros estados balcánicos con grandes poblaciones albanesas como Macedonia del Norte, son muchos los que consideran la unión de Albania y Kosovo como la solución final y más estable para alcanzar la paz en los Balcanes, sin que ello signifique una vuelta a conflictos armados en la zona. 
Los que apoyan esta idea argumentan sobre la necesidad de no crear un nuevo estado en los Balcanes y que dicho estado kosovar estaría permanentemente en tensión por las dos comunidades que viven en él sin que se alcanzaran niveles de paz y desarrollo en la zona. Se ha contemplado sobre la base de la integración de Kosovo en Albania dos opciones, la primera que el norte de Kosovo quede como una zona autónoma con sistema político propio y la segunda y mejor valorada por albaneses y serbios, la permanencia del norte de Kosovo en Serbia, y la integración del resto de Kosovo y el valle de Presevo en Albania, lo que comúnmente se conoce como plan de partición de Kosovo.
Si bien países como Alemania y Francia se han manifestado en contra de esta idea, albaneses y serbios argumentan que la integración de los territorios de Kosovo del Sur y el valle de Presevo en Albania, y Kosovo del Norte en Serbia, debería conllevar una renuncia de Albania y Serbia a la incorporación de otros territorios y a cambiar las fronteras resultantes quedando como definitivas, similar al que firmó Alemania cuando se produjo la unificación con la RDA y que suscitó en un principio la oposición de países que controlaban territorios que en el pasado pertenecieron a Alemania como fue el caso de la baja Silesia en Polonia o los Sudetes en la República Checa.